# Beverly Shores
Pour les articles homonymes, voir Shores.
Beverly Shores est une municipalité américaine située dans le comté de Porter en Indiana. Lors du recensement de 2010, sa population est de 613 habitants.

## Géographie
Beverly Shores est située sur les rives du lac Michigan dans le nord de l'Indiana, entre Portage et Michigan City.
Selon le Bureau du recensement des États-Unis, la municipalité s'étend alors sur une superficie de 5,83 milles carrés (15,1 km2) dont 2,24 milles carrés (5,8 km2) d'étendues d'eau. Une partie de son territoire se trouve dans l'Indiana Dunes National Lakeshore.

## Histoire
À la fin des années 1920, Frederick Barlett souhaite créer une station balnéaire sur les rives du lac Michigan et achète des terres dans cette portion du comté de Porter. Son frère Robert poursuit le développement du bourg, qui est fondé en 1934. Beverly Shores, du nom de la fille de Frederick, devient une municipalité le 1er janvier 1947.
Berverl compte plusieurs monuments inscrits au Registre national des lieux historiques :
- le bureau de l'agence immobilière Bartlett construit en 1927 dans un style néo-méditerranéen[5] ;
- la gare de Beverly Shores, construite en 1929 dans un style néo-colonial espagnol par le Chicago South Shore and South Bend Railroad (en)[6] ;
- le quartier architectural du Century of Progress qui comprend bâtiments maisons de l'Exposition universelle de 1933 (la maison Armco-Ferro House, la cabane des Cyprès et sa dépendance, la maison de Floride tropicale, la maison de Demain et la maison Wieboldt-Rostone)[7] ;
- trois maisons construites au milieu du XXe siècle dans style international : la maison d'Imre et Maria Horner (1949)[8], la maison de John et Gerda Meyer (1961)[9] et Solomon Enclave[10].

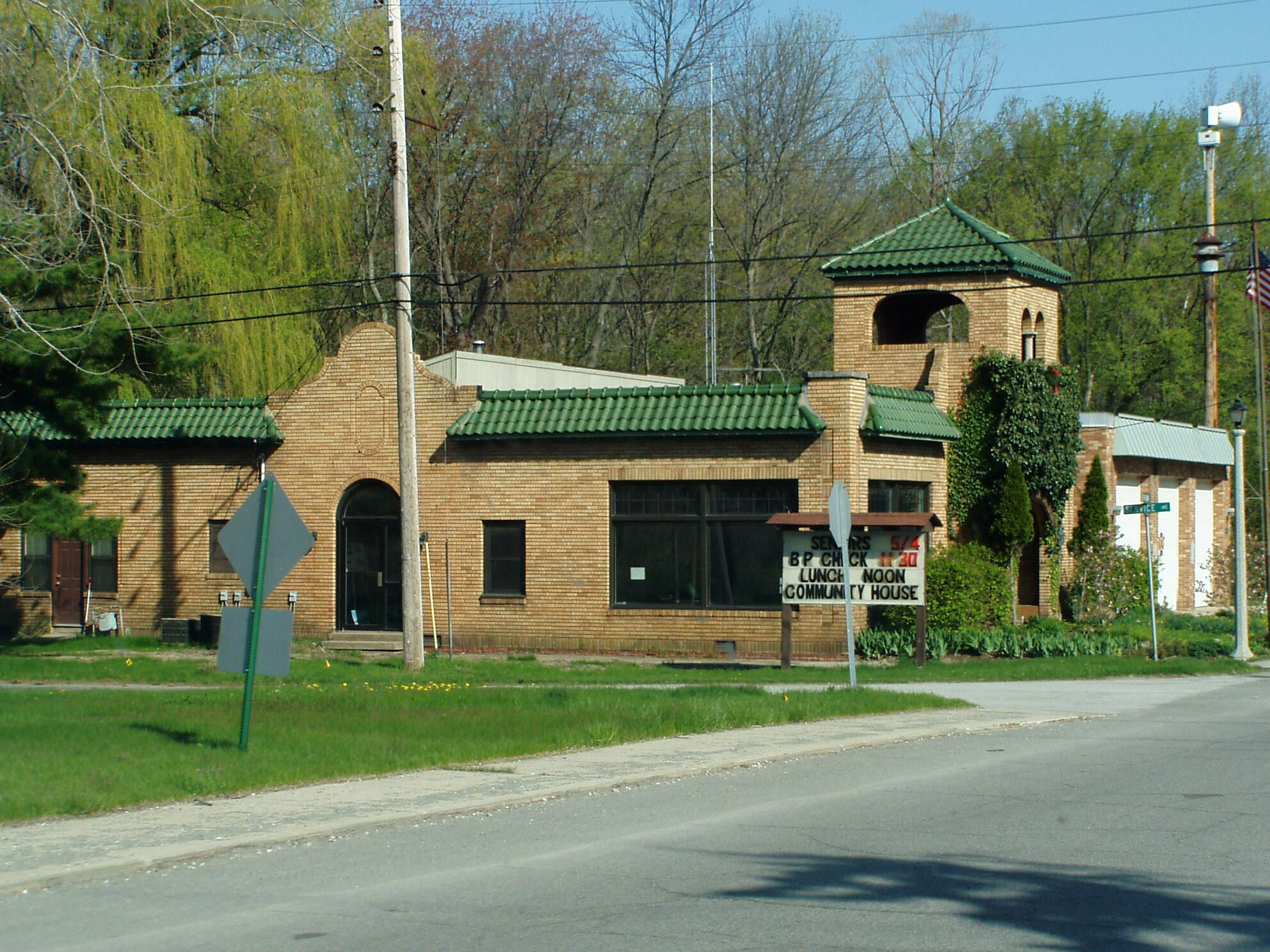
L'agence Barlett
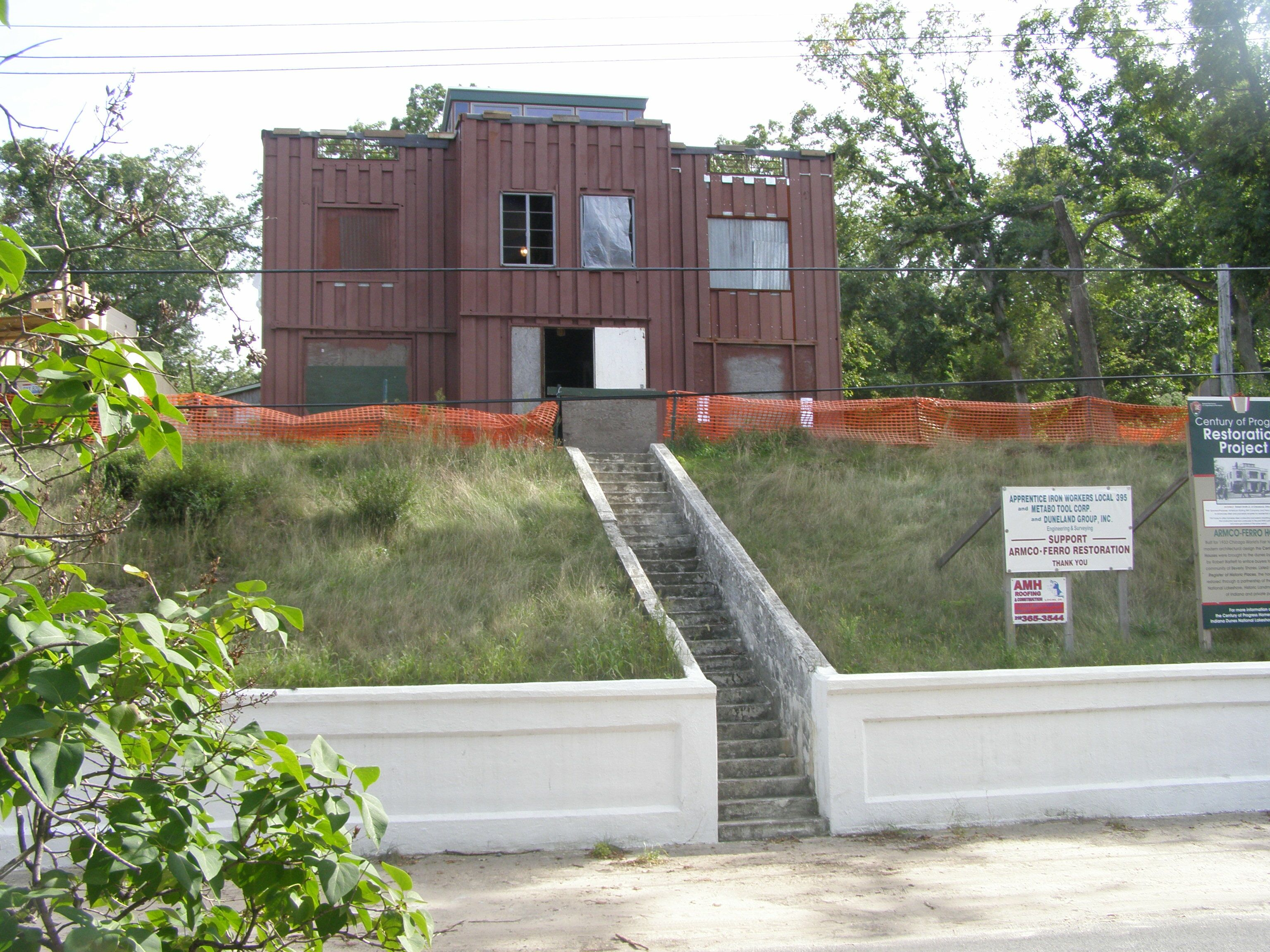
La maison Armco-Ferro
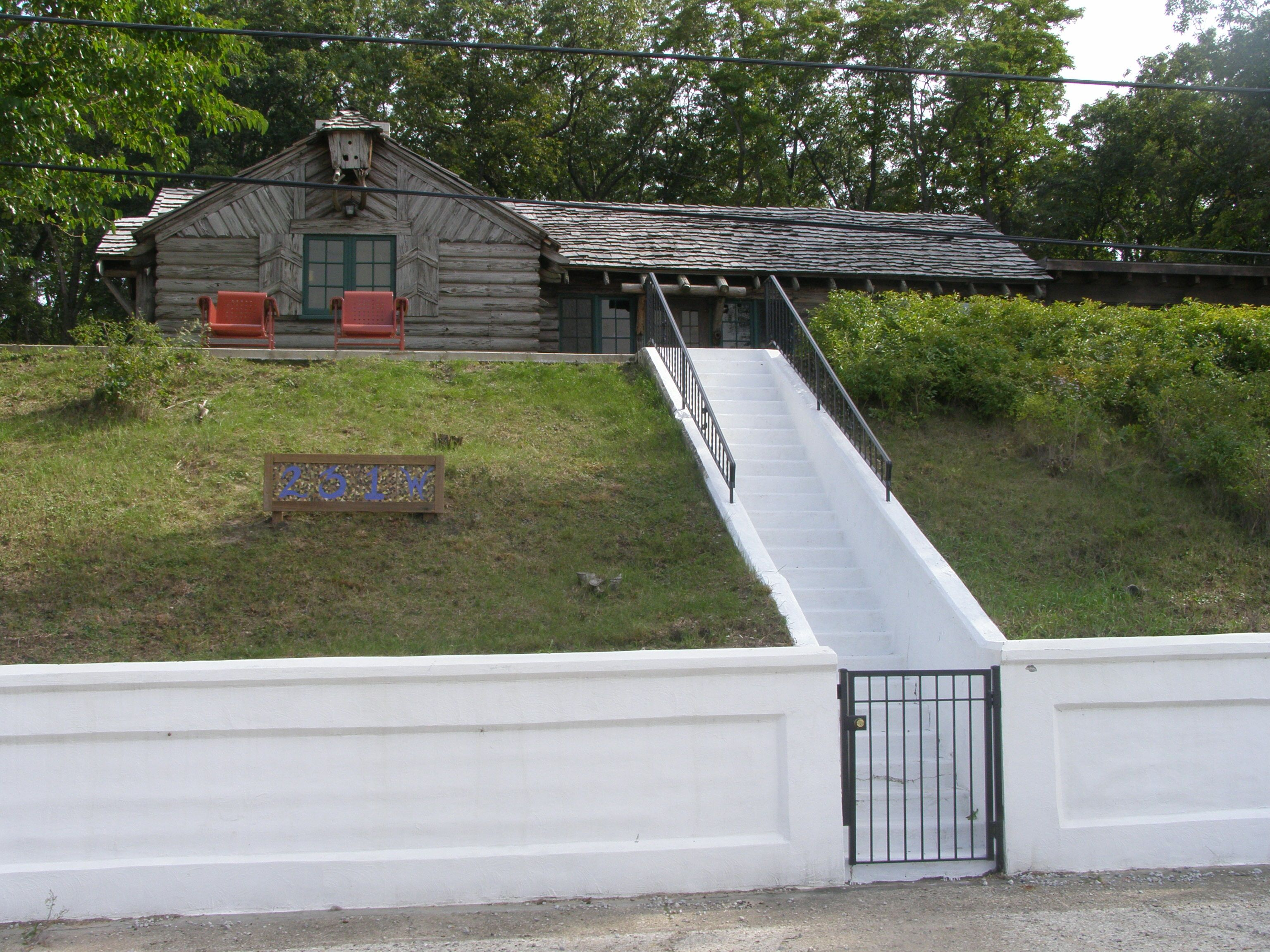
La cabane des Cyprès
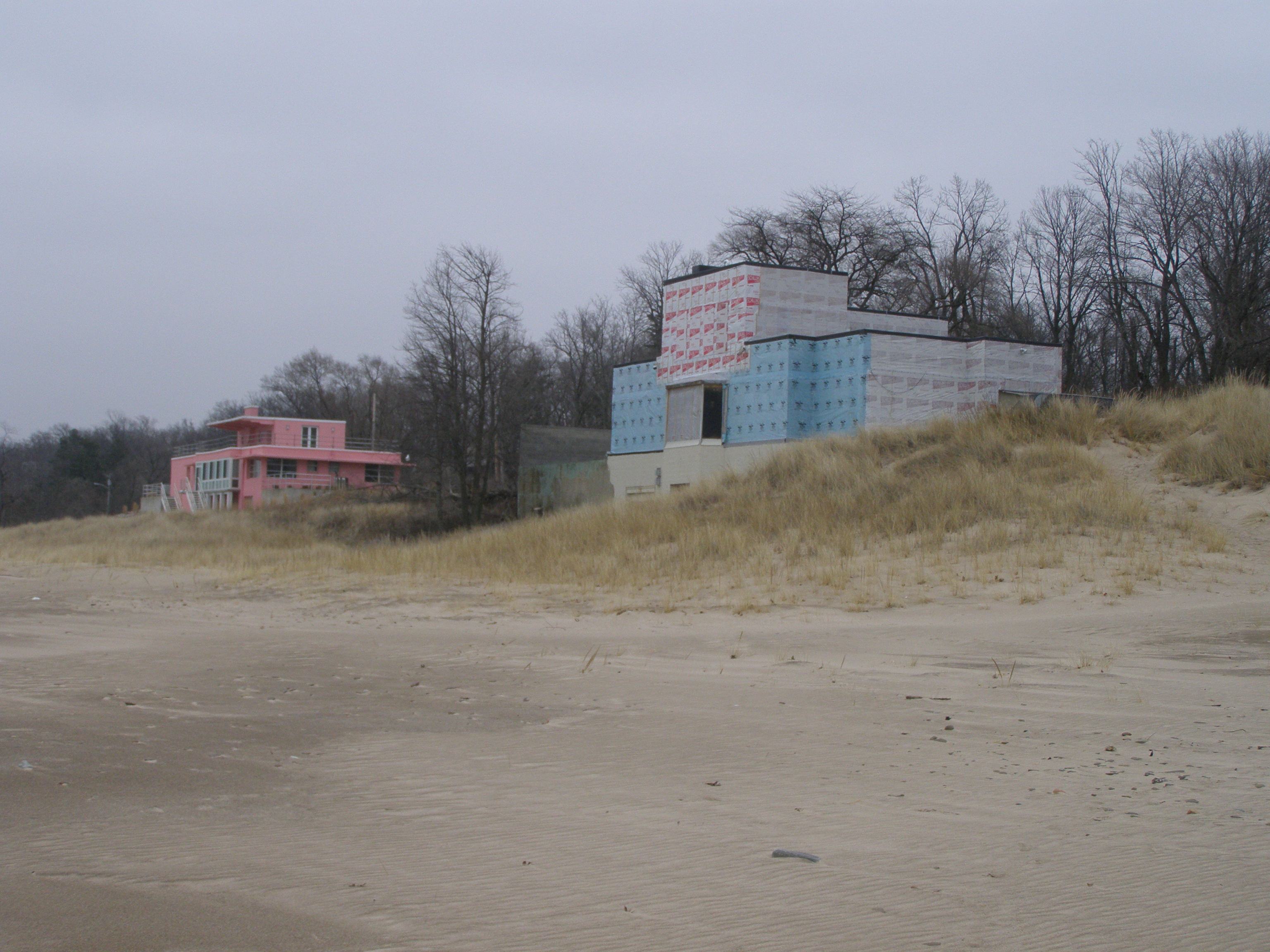
Les maisons Floride Tropical et Wieboldt-Rostone
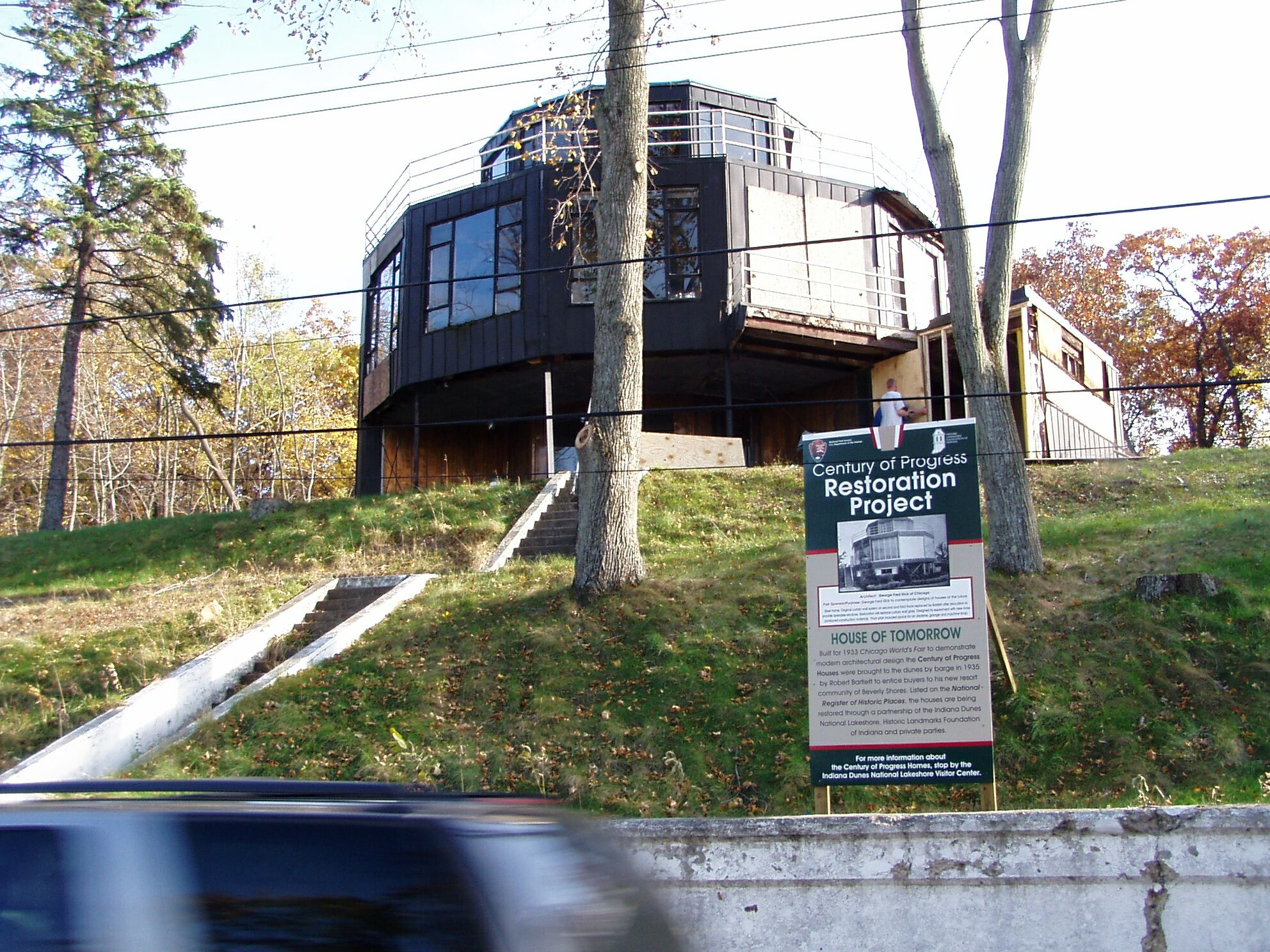
La maison de Demain
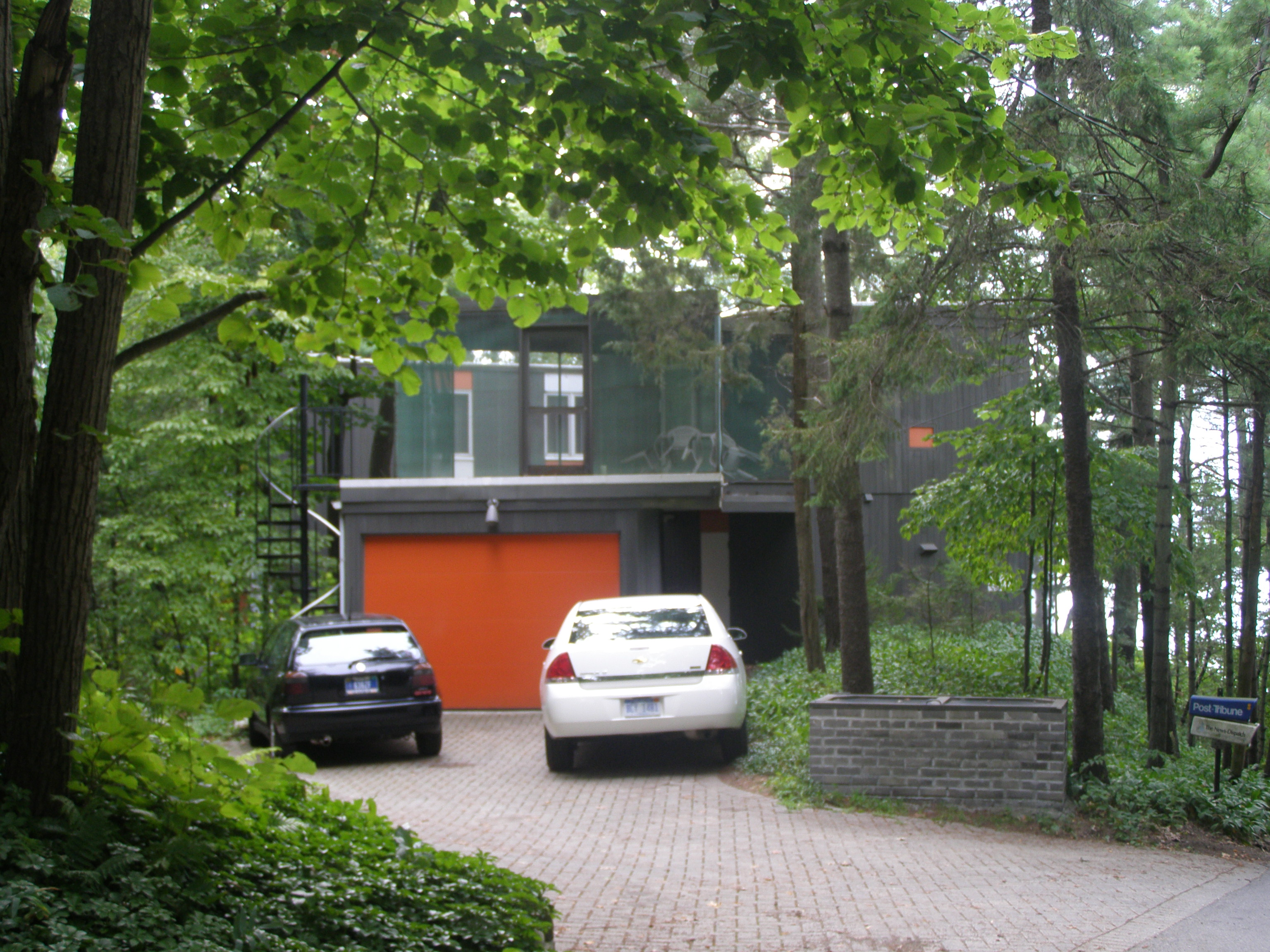
La maison Horner
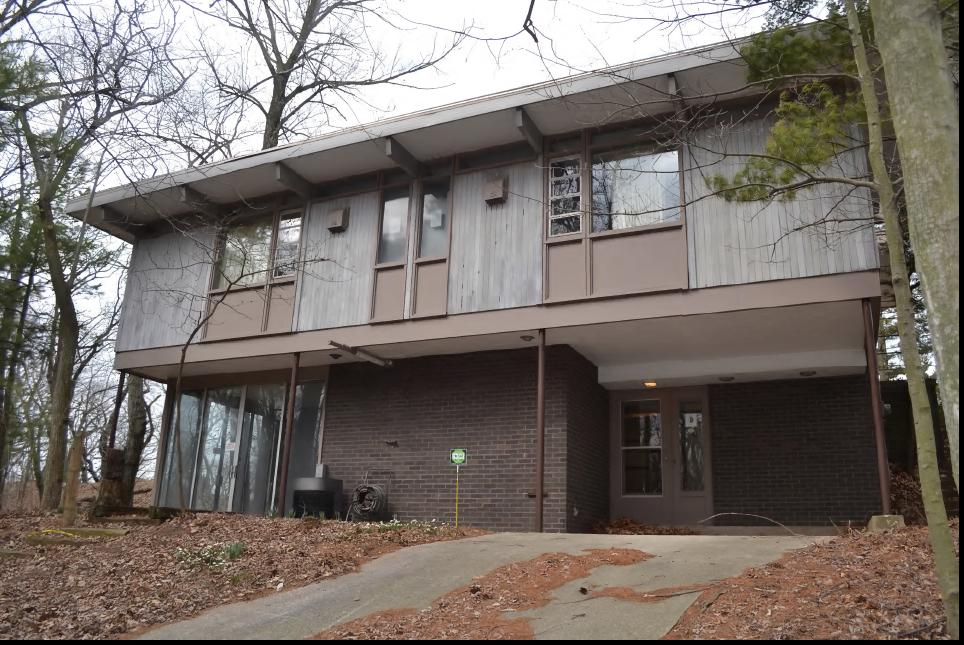
La maison Meyer
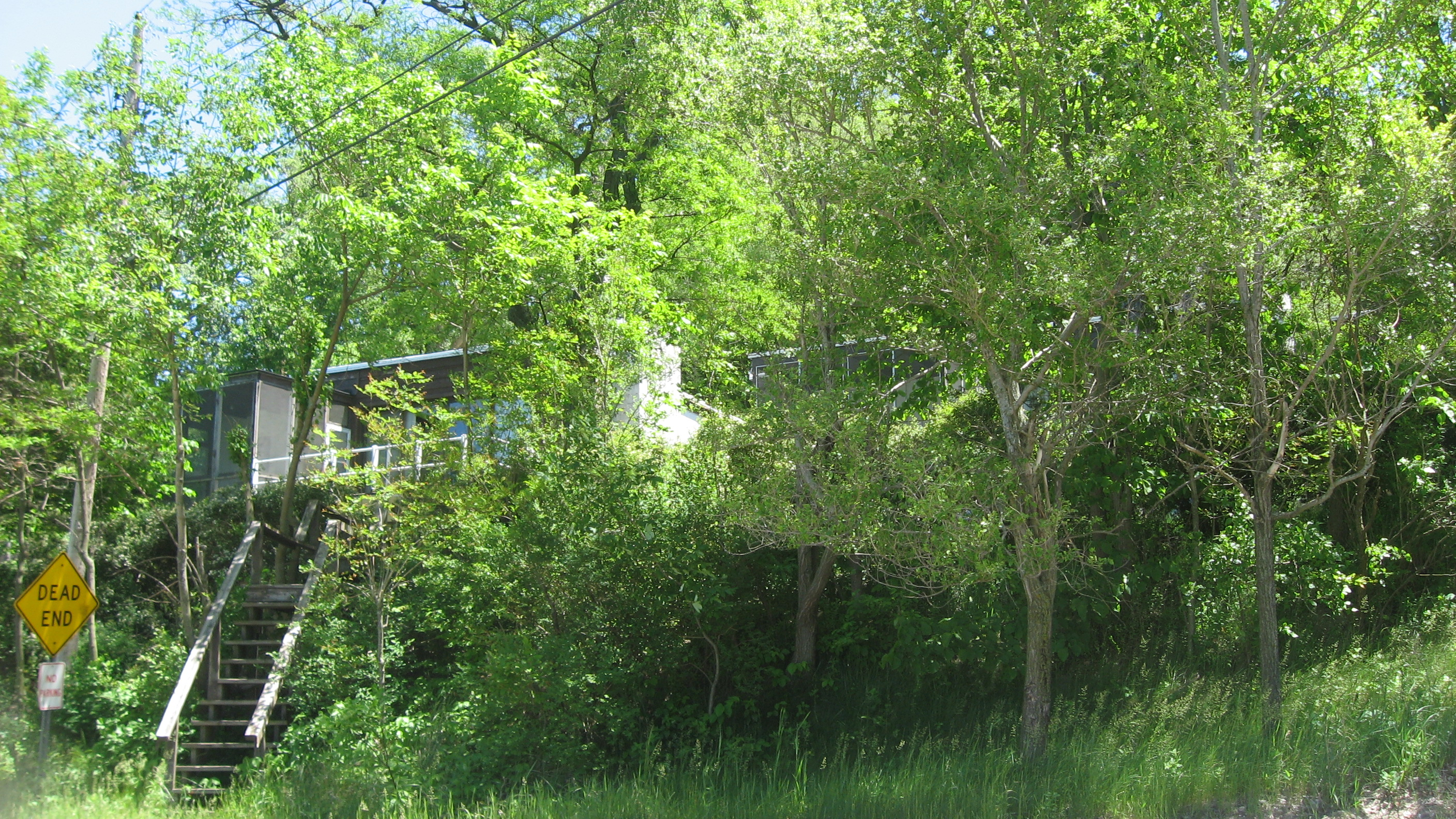
Solomon Enclave